# Zornella
Zornella es un género de arañas araneomorfas de la familia Linyphiidae. Se encuentra en la zona holártica.

## Lista de especies
Según The World Spider Catalog 12.0:
- Zornella armata (Banks, 1906)
- Zornella cryptodon (Chamberlin, 1920)
- Zornella cultrigera (L. Koch, 1879)